# ТМ-89
ТМ-89 — противотанковая мина.
Разработана в СССР, принята на вооружение в 1993 году.
ТМ-89 мина противотанковая противоднищевая. Взрыв происходит при наезжании проекции танка (БМП, БМД, БТР, автомобиль) на мину, — его магнитное поле воздействует на реагирующее устройство взрывателя. Поражение машинам наносится за счёт пробивания днища кумулятивной струёй при взрыве заряда мины в момент, когда танк или какая-либо другая машина окажется над миной. При наезде гусеницей или колесом произойдёт обычный фугасный взрыв мины.
Мина представляла собой плоскую округлую металлическую коробку. Внутри коробки размещён заряд взрывчатки, а сверху имеется взрыватель.
Мина может устанавливаться вручную или с помощью средств механизации.

## Тактико-технические характеристики
- Материал корпуса: металл.
- Масса: 11,5 кг.
- Масса заряда ВВ (ТГ 40/60): 6,7 кг.
- Масса промежуточного детонатора: 0,17 кг.
- Масса порохового вышибного заряда ДРП-3: 0,07 кг.
- Диаметр: 32 см.
- Высота (по верху взрывателя): 13,2 см.
- Бронепробиваемость на расстоянии 45 см: 200 мм.
- Время перевода в боевое положение: 20—700 сек.
- Время боевой работы: 30 сут.
- Извлекаемость/обезвреживаемость: обезвреживаемая, в обезвреженном состоянии извлекаемая.
- Температурный диапазон применения: −30 — +50 °C.